# Гелінца
Гелінца (рум. Ghelința) — село у повіті Ковасна в Румунії. Адміністративний центр комуни Гелінца.
Село розташоване на відстані 167 км на північ від Бухареста, 36 км на схід від Сфинту-Георге, 58 км на північний схід від Брашова.

## Населення
За даними перепису населення 2002 року у селі проживали 4510 осіб.
Національний склад населення села:
| Національність | Кількість осіб | Відсоток |
| -------------- | -------------- | -------- |
| угорці         | 4442           | 98,5%    |
| румуни         | 63             | 1,4%     |
| цигани         | 5              | 0,1%     |

Рідною мовою назвали:
| Мова      | Кількість осіб | Відсоток |
| --------- | -------------- | -------- |
| угорська  | 4449           | 98,6%    |
| румунська | 60             | 1,3%     |